# Капплер, Бьянка
Бьянка Капплер (нем. Bianca Kappler; род. 8 августа 1977, Гамбург) — немецкая легкоатлетка, специалистка по прыжкам в длину. Выступала за сборную Германии по лёгкой атлетике в 1999—2011 годах, бронзовая призёрка зимнего чемпионата Европы, четырёхкратная чемпионка немецкого национального первенства, участница летних Олимпийских игр в Афинах.

## Биография
Бьянка Капплер родилась 8 августа 1977 года в Гамбурге, ФРГ.
Занималась лёгкой атлетикой в клубе «Релинген» в Релингене-Зирсбурге.
Дебютировала на международном уровне в сезоне 1999 года, когда вошла в состав немецкой национальной сборной и выступила в прыжках в длину на молодёжном чемпионате Европы в Гётеборге. Тем не менее, провалила свою попытку и не показала здесь никакого результата.
В 2002 году стартовала на европейском первенстве в помещении в Вене, с результатом 6,20 метра не смогла преодолеть предварительный квалификационный этап. Стала третьей на Кубке Европы в Анси.
На чемпионате мира 2003 года в Париже прыгнула на 6,50 метра, чего оказалось недостаточно для попадания в финал. В это время окончила Гамбургский университет, где изучала французскую и немецкую филологию.
В 2004 году отметилась выступлением на зимнем чемпионате Европы в Будапеште. Благодаря череде удачных выступлений удостоилась права защищать честь страны на летних Олимпийских играх в Афинах — в программе женских прыжков в длину благополучно преодолела предварительный квалификационный этап, тогда как в финале с результатом 6,66 метра расположилась на восьмой позиции.
После афинской Олимпиады Капплер осталась в составе легкоатлетической команды Германии и продолжила принимать участие в крупнейших международных стартах. Так, в 2005 году она выступила на чемпионате Европы в помещении в Мадриде, где достаточно необычным образом попала в число призёров. Её заключительная попытка была измерена некорректно, о чём спортсменка сообщила судьям по окончании соревнований. С показанным в ней результатом 6,96 метра (что на 25 сантиметров лучше личного рекорда) она бы стала чемпионкой. После продолжительного разбирательства судьи признали ошибку при измерении попытки и предложили повторить эту единственную попытку на следующий день. Капплер отказалась, подчеркнув, что не существует таких правил, которые обязывают её делать перепрыжку. Исходя из телевизионной трансляции, немка приземлилась в своём заключительном прыжке приблизительно к отметке 6,65 метра, чего было бы достаточно для медали. На основании всех фактов жюри приняло решение аннулировать шестую попытку немецкой спортсменки (в итоговом протоколе с результатом 6,53 метра она заняла 7-е место) и вручить ей вторую бронзовую медаль. Также в этом сезоне она стартовала на чемпионате мира в Хельсинки, но здесь в финал не вышла.
Сезон 2006 года пропустила в связи с рождением дочери.
В 2007 году была четвёртой на зимнем европейском первенстве в Бирмингеме и пятой на мировом первенстве в Осаке. Кроме того, в этом сезоне на соревнованиях в Бад-Лангензальце установила свой личный рекорд в прыжках в длину — 6,90 метра.
Капплер прошла отбор на Олимпийские игры 2008 года в Пекине, однако вынуждена была отказаться от выступления из-за травмы ахиллова сухожилия.
В 2009 году участвовала в домашнем чемпионате мира в Берлине, но с результатом 6,29 метра была далека от попадания в финальную стадию.
В 2010 году отметилась выступлением на чемпионате мира в помещении в Дохе и на чемпионате Европы в Барселоне.
На мировом первенстве 2011 года в Тэгу показала результат 6,48 метра.